# Spirodela polyrhiza
La lenteja de agua (Spirodela polyrhiza) es una especie de planta acuática de la familia de las lemnáceas.

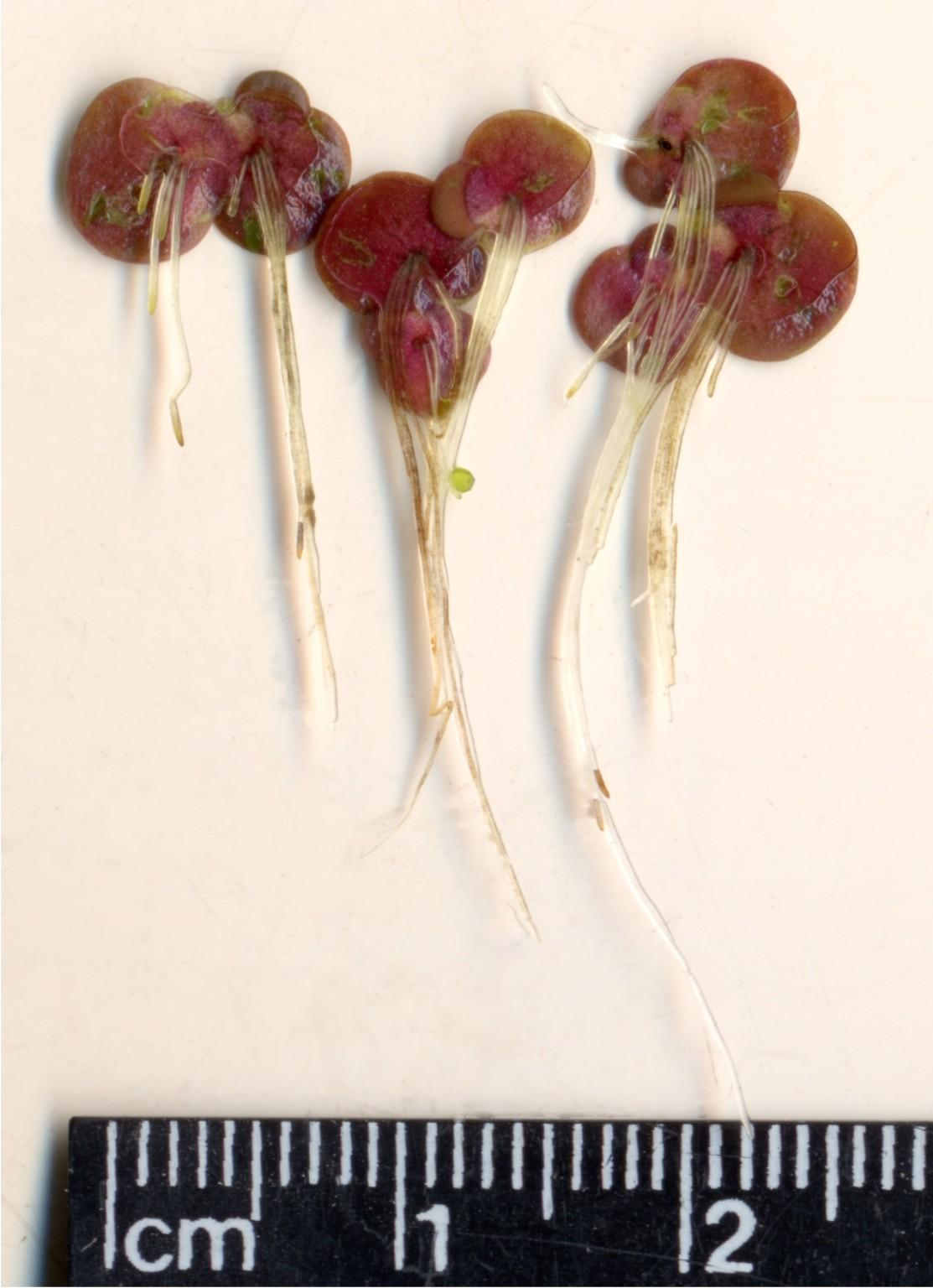
Hojas

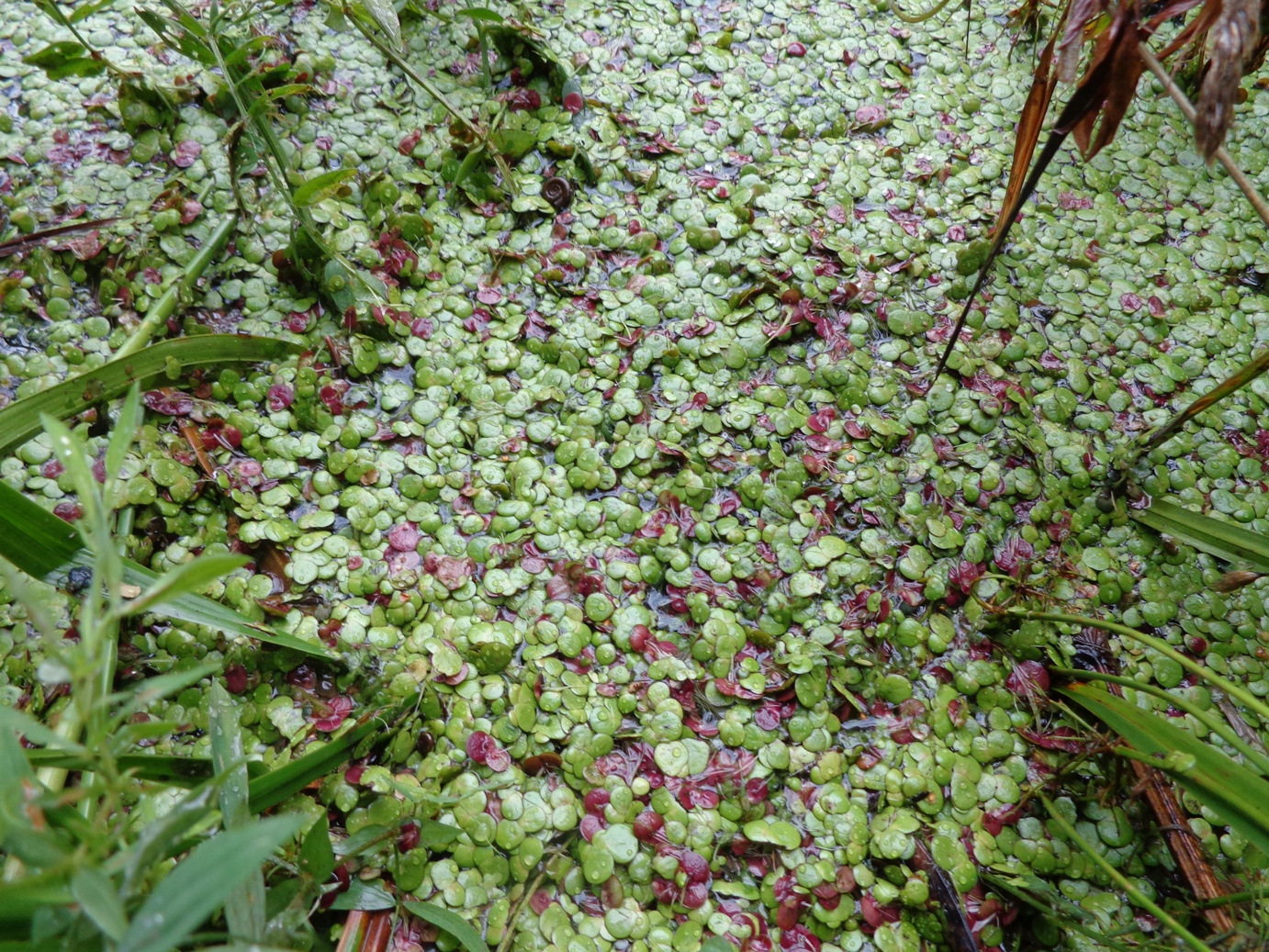
Vista de la planta

## Descripción
Frondas flotantes, ovales a casi redondeadas, de 4-10 mm asimétricas y opacas, con 5-9 nervios planos en ambas caras, verdeoscuro en el haz y amoratado el envés, 5-15 raíces procedentes de cada fronda. Raramente flores en primavera.

## Distribución y hábitat
Gran parte de Europa, excepto Islandia, Albania y Grecia. Aguas quietas, estanques, acequias.

## Taxonomía
Spirodela polyrhiza fue descrita por (L.) Schleid. y publicado en Linnaea 13: 392. 1839.
Sinonimia
- Lemna bannatica Waldst. & Kit. ex Schleid.
- Lemna major Griff.
- Lemna maxima Blatt. & Hallb.
- Lemna obcordata P. Beauv.
- Lemna orbicularis Kit. ex Schult.
- Lemna orbiculata Roxb.
- Lemna polyrrhiza L.
- Lemna polyrrhiza var. concolor Kurz
- Lemna thermalis P.Beauv. ex Nutt.
- Lemna thermalis P. Beauv.
- Lemna transsilvanica Schur
- Lemna umbonata A.Br. ex Hegelm.
- Lenticula polyrrhiza (L.) Lam.
- Spirodela atropurpurea Montandon
- Spirodela maxima (Blatt. & Hallb.) McCann
- Spirodela polyrrhiza var. masonii Daubs
- Telmatophace orbicularis (Kit. ex Schult.) Schur
- Telmatophace polyrrhiza (L.) Godr.[3]